# ملكوت (سمام)
ملکوت (بالفارسية: ملکوت) هي منطقة سكنية تقع في إيران في غيلان. يقدر عدد سكانها بـ 397 نسمة .